# جمال‌آباد (قره‌باغ)
جمال‌آباد روستایی در دهستان قره‌باغ بخش مرکزی شهرستان شیراز استان فارس ایران است.

## جغرافیا
روستای جمال آباد در دهستان قره باغ بخش مرکزی شیراز می‌باشد که از مناطق خوش آب و هوا و ییلاقی شهرستان شیراز محسوب می‌شود. نقاط گردشگری این روستا جاده مزارع که حدفاصل روستا تا چشمه پیربنو می‌باشد. جاده شوره زار که در نقاط بکر شمال شرق روستا قرار دارد.
تعداد زیادی از جمعیت روستای جمال آباد در شهر شیراز و سایر شهرهای ایران زندگی می‌کنند و به نسبت جمعیت روستای جمال آباد دارای بیشترین افراد تحصیلکرده می‌باشد به گونه ای که بیش از دویست نفر از مهندسین و وکلا و اساتید دانشگاه و حفاظ قرآن در شهرهای مختلف کشور از این روستا می‌باشند.
|اطلاعات عمومی:=روستای جمال آباد در حال حاضر دارای ۳ عضو شورا و یک دهیار می‌باشد.
تمام جاده‌های این روستا دارای امکانات آسفالت و جدول کشی فاضلاب می‌باشد. دیوارهای روستا دارای نقاشی مبتنی بر فرهنگ روستا می‌باشد.
حسینیه، مسجد جامع، مدارس راهنمایی و ابتدایی، کتابخانه، خانه بسیج، پارک، ست لوازم ورزشی، دفتر شورا و دهیاری، زمین فوتبال آقایان، سالن ورزش بانوان، خانه قرآن روستا، فضای سبز و غیره از جمله امکانات مستقر در روستای جمال آباد هست.

## جمعیت
بر پایه سرشماری عمومی نفوس و مسکن در سال ۱۳۹۵ این روستا بدون جمعیت بوده‌است.